# Sergei Smirnov
Sergei Smirnov (Unión Soviética, 17 de septiembre de 1960-18 de septiembre de 2003) fue un atleta soviético especializado en la prueba de lanzamiento de peso, en la que consiguió ser medallista de bronce mundial en pista cubierta en 1987.

## Carrera deportiva
En el Campeonato Mundial de Atletismo en Pista Cubierta de 1987 ganó la medalla de bronce en el lanzamiento de peso, con una marca de 20.67 metros, tras el alemán Ulf Timmermann (oro con 22.24 metros) y el suizo Werner Günthör  (plata con 21.61 metros).